# Apperzeption
Apperzeption (aus neulateinisch adpercipere hinzuwahrnehmen) bedeutet die klare und bewusste Aufnahme des jeweiligen Inhaltes eines Erlebnisses, einer Wahrnehmung oder eines Denkens.

## Geschichte
Leibniz unterscheidet Apperzeption, Perzeption und petites perceptions. Er hat den Begriff Apperzeption für den seelischen Vorgang reserviert, durch den sinnlich Gegebenes mittels Aufmerksamkeit und Gedächtnis aufgefasst, angeeignet, ins Bewusstsein erhoben und in einen Bewusstseinszusammenhang eingeordnet wird. Im Unterschied dazu spricht er bei unklaren und vageren Wahrnehmungen von Perzeptionen und bei deren Vorstufen, den nicht klaren und meist nicht bewussten, körperlichen und sensorischen „Wahrnehmungen“ von Petites perceptions.
Kant unterschied zwischen der psychologischen oder empirischen Apperzeption, dem Vermögen des Verstandes, klare Vorstellungen aus der sinnlichen Wahrnehmung zu bilden und die vielfältigen Anschauungen durch Tätigkeit des inneren Sinnes zu einer einheitlichen Vorstellung zusammenzufassen einerseits, und zum anderen der reinen oder transzendentalen Apperzeption als dem Vermögen des Bewusstseins überhaupt, das Verstand und Vernunft umschließt und aus dem die allgemeingültige und notwendige Einheit aller Verstandes- und Vernunfterkenntnisse entspringt.
Theodor W. Adorno übernimmt den Begriff von Walter Benjamin im Zusammenhang mit einer attentionalen Apperzeption leichter Musik, wie dem Jazz zum Tanzen oder neben dem Gespräch.
Eine weitere Verwendung des Begriffs findet sich bei Wilhelm Wundt (Grundzüge der physiologischen Psychologie, 1874, III § 15), der zwischen aktiver, willkürlicher und passiver, unvorbereiteter Apperzeption unterschied.
Ein moderner Begriff, der dem der Apperzeption nahesteht, ist Kognition.
Den Gegenbegriff der Apperzeptionsverweigerung hat vor allem der Romancier Heimito von Doderer im bildungssprachlichen Kontext populär gemacht, vielleicht sogar erfunden. Er meint die Weigerung, die Welt so wahrzunehmen, wie sie ist.